# Stjepan Filipović
 (janvier 2025).
Stjepan Filipović, né le 27 janvier 1916 à Opuzen et mort le 22 mai 1942 à Valjevo, est un membre des Partisans de Yougoslavie élevé à l'Ordre du Héros national.
Il est tué par les Nazis pendant la Seconde Guerre mondiale et célèbre par une photographie de lui peu avant son exécution avec les poings levés où il aurait déclaré défiant ses bourreaux « Mort au fascisme, liberté pour le peuple ».
Un monument de lui a été érigé à Valjevo.

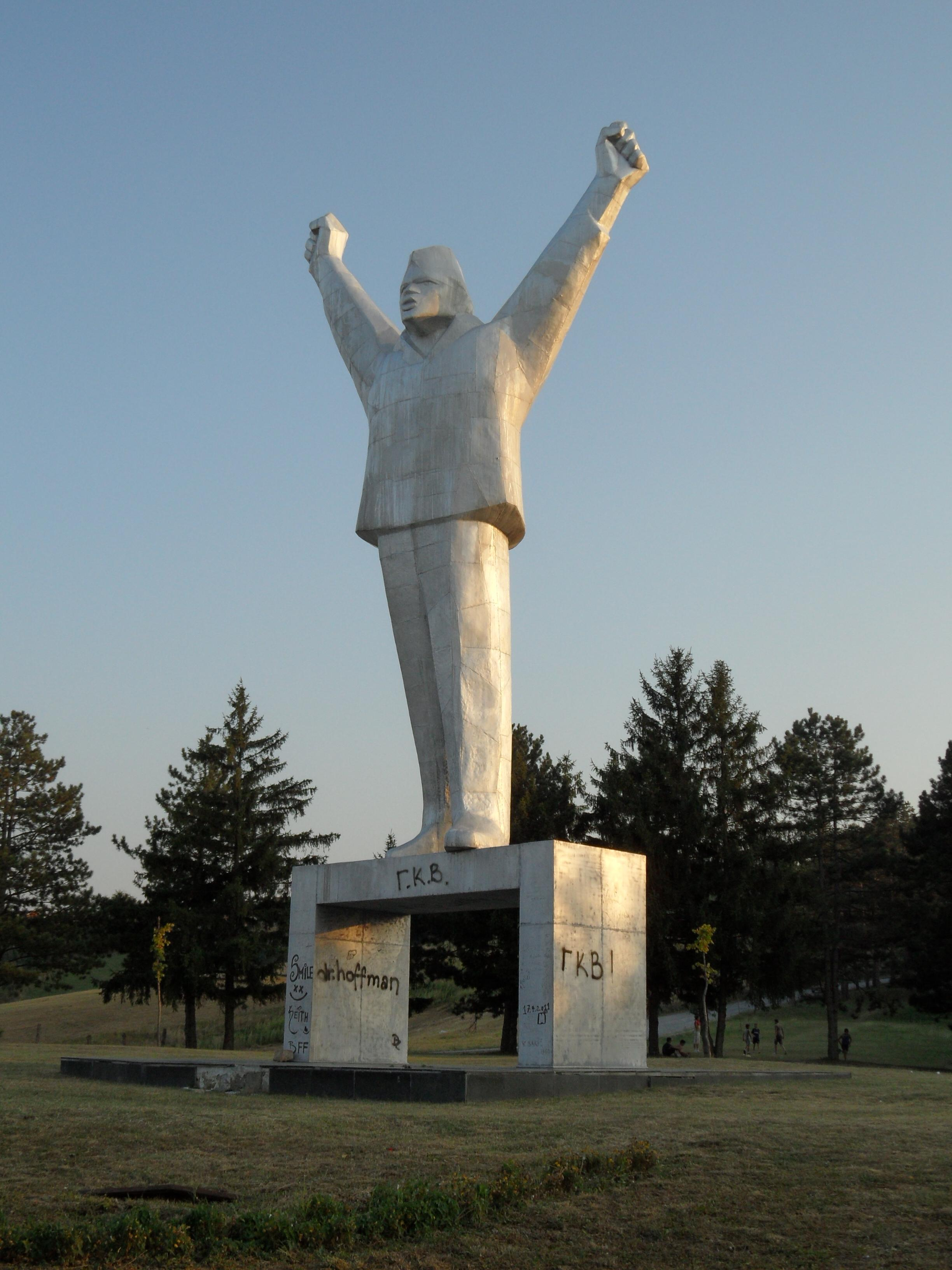
Monument consacré à Stjepan Filipović.